# Uppsamlingsheatet
Uppsamlingsheatet är ett uppsamlingsalbum av musikgruppen  Mimikry, som innehåller tidigare osläppta låtar och b-sidor. Albumet släpptes 26 maj 2005.
Låten "Ingenting alls" finns utgiven på bland annat Hjalle & Heavy - På rymmen, som skrevs och spelades in när sångare/gitarrist Hjalle och trummis Heavy var med i TV4:s underhållningsprogram På rymmen.

## Låtlista
1. Politik (2:30)
2. Ingenting alls (2:50)
3. Vargarna (4:05)
4. Toffeldjur (3:13)
5. Lev idag (3:13)
6. Våld föder våld (3:16)
7. Lirarnas lag (4:23)
8. På tandem till Las Vegas (3:31)
9. Protes (2:05)
10. Mimikry (live) (3:04)
11. Tv-shop (2:53)
12. Efter vintern (2:42)
13. En kungens man (2:14)
14. Varg i veum (2:57)
15. Die mauer 2 (3:52)
16. Scoutsången (3:45)
17. Ett med naturen (2:49)
18. En helt ny sort (3:19)
19. Balladen om herr Fredrik Åkare och den söta fröken Cecilia Lind (3:05)
20. Tomten (3:07)
21. Gå (3:08)
22. I want more (2:44)
23. Kuken står på Mats Olsson (1:54)
24. Rasande galenpanna (dolt bonusspår) (1:58)